# Neuilly-l'Hôpital
Neuilly-l'Hôpital è un comune francese di 328 abitanti situato nel dipartimento della Somme nella regione dell'Alta Francia.

## Società

### Evoluzione demografica
Abitanti censiti